# Ernie Farrow
Ernie Farrow (* 13. November 1928 in Huntington, West Virginia; † 14. Juli 1969 in Detroit) war ein US-amerikanischer  Jazz-Bassist, außerdem Pianist und Schlagzeuger.
Ernie Farrow wuchs in Detroit auf und  war der Halbbruder von Alice Coltrane, der ihr den Jazz nahebrachte. Er begann seine Musikerkarriere zunächst als Pianist, dann wechselte er zum Bass als Hauptinstrument. 1954 arbeitete er bei Terry Gibbs, anschließend bei Stan Getz, Yusef Lateef (The Centaur and the Phoenix, Eastern Sounds, 1961), Barry Harris (Stay Right With It, 1961) und trat mit einem eigenen Trio 1958 im Detroiter Jazzclub Blue Bird Inn auf; in seinem International Jazz Quartet spielten Joe Henderson, Sonny Red, Hugh Lawson und Oliver Jackson. 1960 gehörte er im Trio von Red Garland in New York an. 1964 kehrte er nach Detroit zurück und gründete ein Quintett sowie die zehnköpfige Bigband Big Sound; daneben war er als Sideman für Jack Brokensha und Harold McKinney tätig. 1969 trat er erneut im Blue Bird Inn mit einem eigenen Quintett auf. Er ertrank im Juli 1969 bei einem Schwimmbadunfall.